# Harold Perrineau
Harold Perrineau Jr., geboren als Harold Williams (Brooklyn, 7 augustus 1963), is een Amerikaans acteur. Hij won in 2006 een Screen Actors Guild Award samen met de gehele cast van de mysterieserie Lost. Eerder werd hij genomineerd voor een Independent Spirit Award voor zijn bijrol als Thomas 'Rashid' Cole in de tragikomedie Smoke (1995) en voor een Image Award voor die als Julian Murch in de tragikomedie The Best Man (1999). Perrineau maakte in 1986 zijn acteerdebuut in een wederkerende rol als danser in de televisieserie Fame. Zijn filmdebuut volgde in 1988, als Tommie in de misdaadfilm Shakedown.
Perrineau is de zoon van een vader genaamd Williams en een moeder genaamd Perrineau. Hij ging door het leven als Williams tot hij lid werd van de Screen Actors Guild, waarbij al een Harold Williams stond ingeschreven. Daarop nam hij de achternaam van zijn moeder aan als artiestennaam. Het toevoegsel Jr. heeft geen functie, aangezien zijn vader niet Harold Perrineau Sr. heet.
Perrineau trouwde op 27 augustus 2002 met Brittany Perrineau, actrice en ex-model. Samen kregen ze in 1995 dochter Aurora Robinson, in 2008 dochter Wynter Aria en in 2013 dochter Holiday Grace.

## Filmografie
*Exclusief televisiefilms
| - Sabotage (2014) - The Best Man Holiday (2013) - Sexy Evil Genius (2013) - Go for Sisters (2013) - Snitch (2013) - Zero Dark Thirty (2012) - Sunset Stories (2012) - Transit (2012) - Seeking Justice (2011) - 30 Days of Night: Dark Days (2010) - Case 219 (2010) - The Killing Jar (2010) - Felon (2008) - Your Name Here (2008) - Ball Don't Lie (2008) - Gardens of the Night (2008) - Garfield Gets Real (2007, stem) - 28 Weeks Later (2007) - The Matrix Revolutions (2003) | - The Matrix Reloaded (2003) - On_Line (2002) - A Day in Black and White (2001) - Prison Song (2001) - Someone Like You (2001) - Overnight Sensation (2000) - Woman on Top (2000) - The Best Man (1999) - Macbeth in Manhattan (1999) - Lulu on the Bridge (1998) - The Edge (1997) - Romeo + Juliet (1996) - Blood and Wine (1996) - Flirt (1995) - Smoke (1995) - King of New York (1990) - Shakedown (1988) |

## Televisieseries
*Exclusief eenmalige gastrollen
- Claws - Dean Simms(2017-2022)
- Constantine - Manny (2014-2015, twaalf afleveringen)
- Wedding Band - Stevie (2012,-2013, tien afleveringen)
- Sons of Anarchy - Damon Pope (2012, acht afleveringen)
- Georgia - Michael (2012, drie afleveringen)
- Blade - stemmen Blade en Eric Brooks (2011, twaalf afleveringen)
- Lost - Michael Dawson (2004-2010, 62 afleveringen)
- The Unusuals - Leo Banks (2009, tien afleveringen)
- Lost: Missing Pieces - Michael Dawson (2007-2008, vijf afleveringen)
- Oz - Augustus Hill (1997-2003, 55 afleveringen)
- I'll Fly Away - Robert Evans (1991-1993, acht afleveringen)
- Fame - Danser (1986-1987, achttien afleveringen)